# Подольская духовная семинария
Подольская (Каменец-Подольская) духовная семинария — среднее духовное учебное заведение Подольской епархии Православной российской церкви.

## История
В 1797 году епископ Иоанникий открыл в Шаргороде, при Свято-Николаевском монастыре два низших класса семинарии, которая до 1799 года не получила надлежащего устройства по причине свирепствовавшей тогда эпидемии чумы. Тем не менее, сразу после открытия дети православных священников, обучавшиеся по необходимости в польских и базилианских школах, стали переходить в новооткрытую семинарию. В 1800 году в ней были открыты, согласно правилам того времени «следующие классы: проформа, инфима, грамматика и синтаксис»; в 1802 году — «поэтический, реторический и философский», а в 1803 — богословский; число воспитанников доходило до 625 человек. В 1802 году первые два воспитанника были отправлены учиться в Киево-Могилянскую академию, а в 1806 году состоялся первый выпуск (55 человек). С 1800 года директором семинарии был архимандрит Иннокентий (Ставицкий), скончавшийся в 1808 году; вице-ректором в 1806—1811 годах был архимандрит Феофан (Михайловский).
В 1806 году богословский класс был переведён из Шаргорода в Каменец-Подольский, который ранее стал центром Подольской губернии и к 1808 году в семинарии уже существовали все необходимые классы, но в Шаргороде продолжали оставаться два низших класса. До 1817 года в семинарию принимались только дети священников.
В 1817 году было введено коллегиальное административное правление семинарии, которое под главным ведомством епархиального архиерея осуществляли: ректор, инспектор и эконом; в семинарии были оставлены три класса — низшее, среднее и высшее отделения; экзамены проводить было определено два раза в год — в декабре и июле; выпускники, окончившие высшее отделение по первому разряду удостаивались звания студента; было усилено преподавание богословских наук; отменёно преподавание польского языка (в 1821 году возвращено и снова прекращено  в 1833 году).
В 1819 году при общем числе учащихся в семинарии 113 человек выпускников было 21; в 1865 году обучалось 414 человек и и было выпущено 94 воспитанника, в том числе 25 — по первому разряду.
Во время Первой мировой войны семинарию дважды эвакуировали — в Константиновград и в Лубны. 
В 1919 году во время правления Директории УНР в главном корпусе семинарии размещалась Экспедиция заготовок и государственных бумаг.
В 1920 году с приходом советской власти семинария была ликвидирована.

## Персоналии

### Ректоры
- Стефан (Романовский) (1809—1813)
- Георгий (Ящуржинский) (1813—1824)
- Гедеон (Вишневский) (сентябрь 1828—1834)
- Нафанаил (Савченко) (15 июля 1834 — 5 мая 1839)
- Софония (Сокольский) (5 мая 1839—1840)
- Иоасаф (Покровский) (упом. 1840)
- Алексий (Новоселов) (29 октябюря 1856 — 10 мая 1860)
- Палладий (Пьянков) (10 июля 1860—1864)
- Феогност (Лебедев) (15 июля 1864 — ?)
- Мемнон (Вишневский) (1866)
- Митрофан (Симашкевич) (1877—1884)
- Антоний (Соколов) (4.01.1885 — 1889)
- Щеглов, Михаил Иванович (23 ноября 1891—1902)
- Малиновский, Николай Платонович (16.08.1902 — 15.06.1906)
- Севастиан (Вести) (1906—1909)
- Протоиерей Александр Замятин (16 апреля 1909 — 9 августа 1919)

### Преподаватели
- Анатолий (Мартыновский) (1812—1813, 1821—1823)
- Ианнуарий (Попов-Вознесенский) (январь 1852 — 29.10.1856)
- Ястребцов, Иван Павлович (7.09.1879)
- Спасский, Анатолий Алексеевич (1891—1893)
- Кудрявцев, Пётр Павлович (1893—1897)
- Елевферий (Богоявленский) (1904—1906)
- Серафим (Шарапов) (1906—1909)
- Пхаладзе, Михаил Георгиевич (1909—1915)

### Выпускники
Выпускники Подольской духовной семинарии
- Богацкий, Павел Александрович (1883—1962) — украинский общественно-политический и военный деятель.
- Виталий (Гречулевич) (1822—1885) — епископ Могилёвский и Мстиславский, духовный писатель.
- Валериан (Рудич)
- Модест (Стрельбицкий) — архиепископ Волынский и Житомирский, духовный писатель.
- Макарий (Кармазин) — епископ Екатеринославский. Причислен к лику святых
- Сулковский, Борис Иосифович — полковник Армии УНР
- Леонтович, Николай Дмитриевич — украинский композитор, хоровой дирижёр, общественный деятель, педагог
- Доронович, Моисей Захарович — краевед Подолья, священник
- Голоскевич, Григорий Константинович — украинский языковед, общественный деятель, член Украинской Центральной Рады
- Бодянский, Павел Николаевич — украинский и российский шашист, историк и педагог
- Приходько, Алексей Кондратьевич — украинский дирижер, педагог
- Евфимий Сецинский — исследователь Подолья
- Сумневич, Фёдор Александрович — украинский государственный и политический деятель.
- Яворский, Лев Андреевич (1807—1872) — протоиерей Русской православной церкви и педагог.

### Учились, но не закончили
- Достоевский, Михаил Андреевич — отец русского писателя Ф.М. Достоевского, в 1809 году перевёлся из Подольско-Шаргородской семинарии в Москву для обучения в Медико-Хирургической академии
- Ковальский, Иван Мартынович — революционер-народник
- Руданский, Степан Васильевич — украинский поэт
- Свидзинский, Владимир Ефимович — украинский поэт, переводчик
- Свидницкий, Анатоль — писатель